# Dmitri Tchitchagov
Dmitri Nikolaïevitch Tchitchagov (Дми́трий Никола́евич Чичаго́в), né le 3 septembre 1835 à Moscou et mort le 4 juillet 1894 à Kountsevo, est un architecte et pédagogue russe, actif à Moscou dans la seconde moitié du XIXe siècle, et maître du style néorusse. Son œuvre la plus connue est l'édifice de la Douma de Moscou, donnant sur l'actuelle place de la Révolution. Un certain nombre de ses œuvres ont été détruites sous l'ère soviétique.

## Biographie
Dmitri Tchitchagov, fils du bâtisseur du grand palais du Kremlin, Nikolaï Tchitchagov (1803-1858), est le frère de l'architecte Mikhaïl Tchitchagov et du peintre Constantin Tchitchagov. En 1850-1859, il étudie à l'École d'architecture du palais de Moscou. Il est l'auteur des plans, en 1864, du fameux restaurant « L'Ermitage », à l'angle de la rue Neglinnaïa et du boulevard Petrovsky. Il restaure en 1868 le teremok de Kroutitsi. En 1871-1872, il est architecte principal de l'Exposition polytechnique de Moscou de 1872. Il construit en 1874 la maison de Vikoula Morozov (no 21, chemin Podsosensky), de la puissante famille Mozorov.  

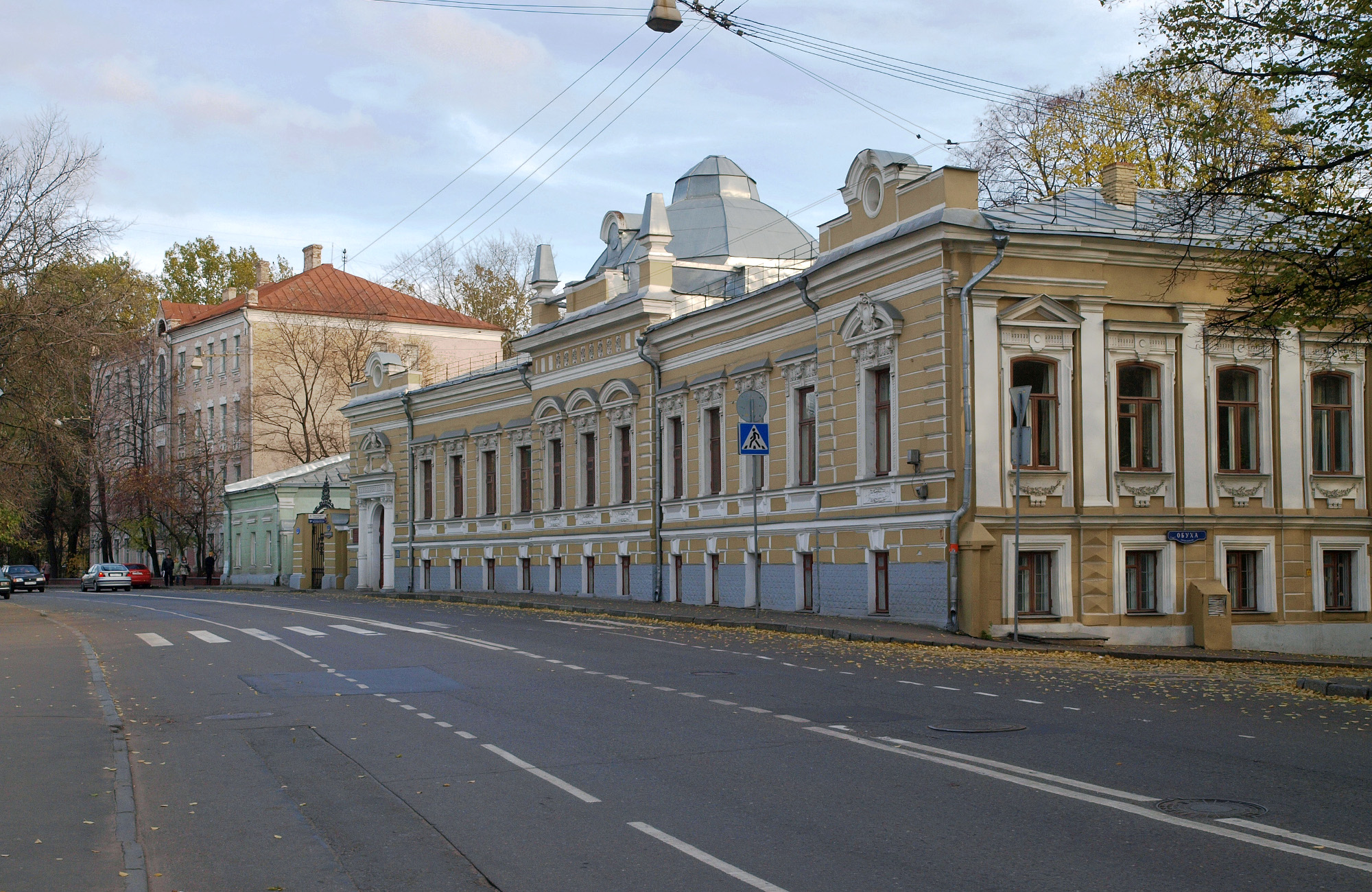
Hôtel Kaptsov (1888-1889).

En 1888, il construit l'hôtel particulier de Xénia Kaptsova (1821-1895), femme du magnat de la soie, Sergueï Kaptsov (1816-1892) au 12, rue Vorontsovo Polié.
En 1888 également, il remporte le premier concours du projet du bâtiment de la Douma municipale de Moscou, place de la Résurrection (aujourd'hui place de la Révolution), sur trente-huit projets.  Après la synthèse des résultats, des problèmes sont apparus concernant les fondations, la nécessité d'élargir le passage vers la place Rouge, et d'autres problèmes techniques. Par conséquent, la Douma a organisé un deuxième concours parmi les auteurs des meilleures œuvres du premier tour, et Tchitchagov a de nouveau gagné. Son nouveau projet prévoit des voûtes en béton sur des poutres en fer. Extérieurement, Tchitchagov prévoyait de peindre le bâtiment en gris clair, mais c'est la couleur rouge qui est finalement choisie. Les travaux durent de 1890 à 1892. 

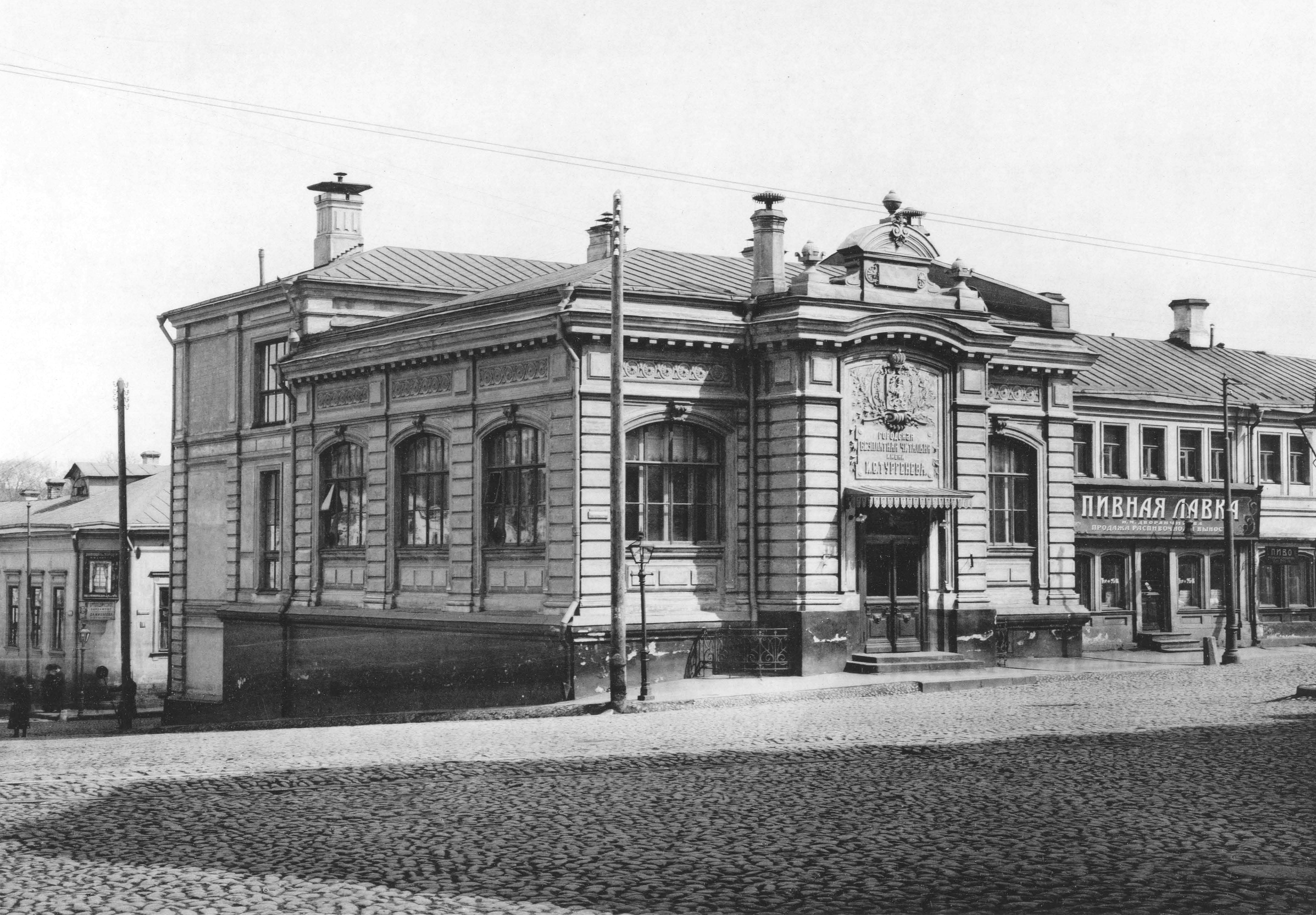
La bibliothèque Tourguéniev.

En plus du bâtiment de la Douma de Moscou, sous le mandat de Nikolaï Alexeïev (mandat qui correspond aux dernières années de la vie de l'architecte), Tchitchagov construit aussi plusieurs bâtiments publics, dont la bibliothèque Tourguéniev (démolie en 1972), porte Miasnitskie, et l'école Alexeïev (conservée), rue Nikoloyamskaïa, aujourd'hui école de musique Alexeïev.
Tchitchagov est aussi l'auteur de projets de bâtiments publics et d'églises en province, au nombre de trente-trois aboutis, dont l'un des derniers est le pavillon impérial de la Gare de Nijni Novgorod-Moscou en 1894. Dmitri Nikolaïevitch Tchitchagov est l'un des fondateurs de la Société des architectes de Moscou, dont il est le président la dernière année de sa vie. Il a formé de grands architectes, comme Schechtel et Machkov.

## Famille

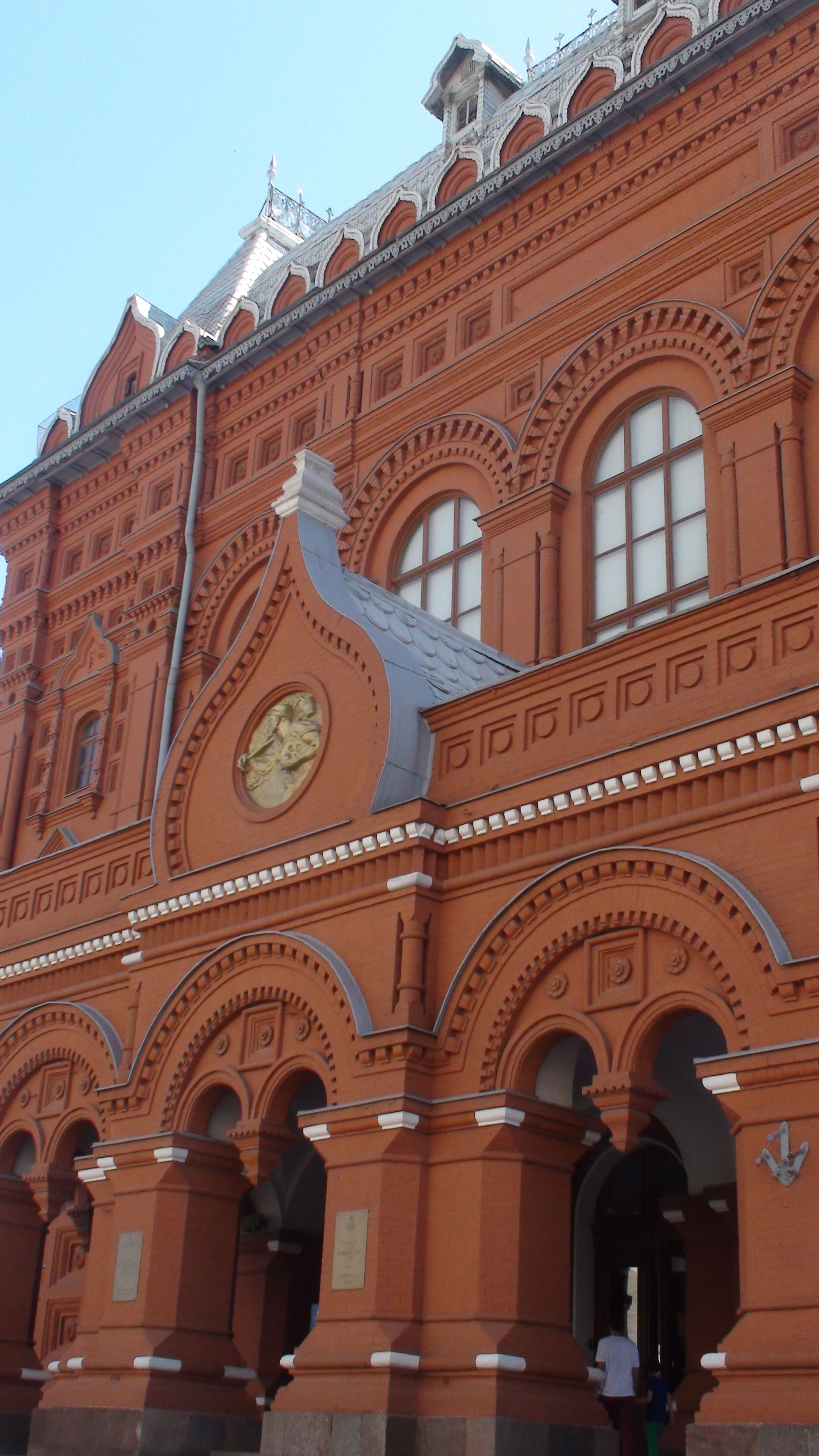
L'ancienne Douma de la ville de Moscou.

Il s'est marié en premières noces avec Lidia Mikhaïlovna Bykovskaïa (fille de l'architecte Mikhaïl Bykovski et sœur de l'architecte Constantin Bykovski). Comme beaucoup de membres de la famille Tchitchagov, il meurt relativement tôt, laissant onze enfants. parmi eux, trois filles deviennent des peintres connus, un fils devient architecte et un autre, historien d'art:
- Alexeï Dmitrievitch Tchitchagov (1875-1921), architecte ;
- Constantin Dmitrievitch Tchitchagov (1867-1919), historien d'art ;
- Elena Dmitrievna Tchitchagova (1874-1971), peintre ;
- Galina Dmitrievna Tchitchagova (1891-1966), peintre ;
- Olga Dmitrievna Tchitchagova (1886-1958), peintre.

Il meurt dans sa datcha de Kountsevo et il est inhumé au cimetière Vagankovo dans la 2e division.